# Pteryngium
Pteryngium är ett släkte av skalbaggar som beskrevs av Edmund Reitter 1887. Pteryngium ingår i familjen fuktbaggar.
Släktet innehåller bara arten Pteryngium crenatum.